# Волконский, Александр Григорьевич
Князь Александр Григорьевич Волконский (? — не ранее 1711) — русский генерал-майор кавалерии (1709), участник Северной войны.

## Биография
Представитель рода Волконских. 
В марте 1705 года произведен в полковники и назначен командиром драгунского полка (впоследствии Вятский драгунский полк) в «генеральстве» К. Э. Ренне. В кампании 1706 года участвовал в Гродненском отступлении русской армии, затем сражался при Калише.
С 1707 года — бригадир.
17 февраля 1709 года произведен в генерал-майоры кавалерии, сражался под Полтавой.
В 1711 году участвовал в Прутском походе и был ранен. По окончании кампании возглавил драгунскую дивизию на Украине.